# Lac Daumesnil
Le lac Daumesnil est un lac artificiel situé dans le bois de Vincennes dans le 12e arrondissement à l'est de Paris, en France.

## Situation et accès
Le lac Daumesnil appartient administrativement au quartier du Bel-Air (ou 45e quartier administratif) de l’arrondissement de Reuilly (ou 12e arrondissement) de Paris (région Île-de-France).

### Caractéristiques

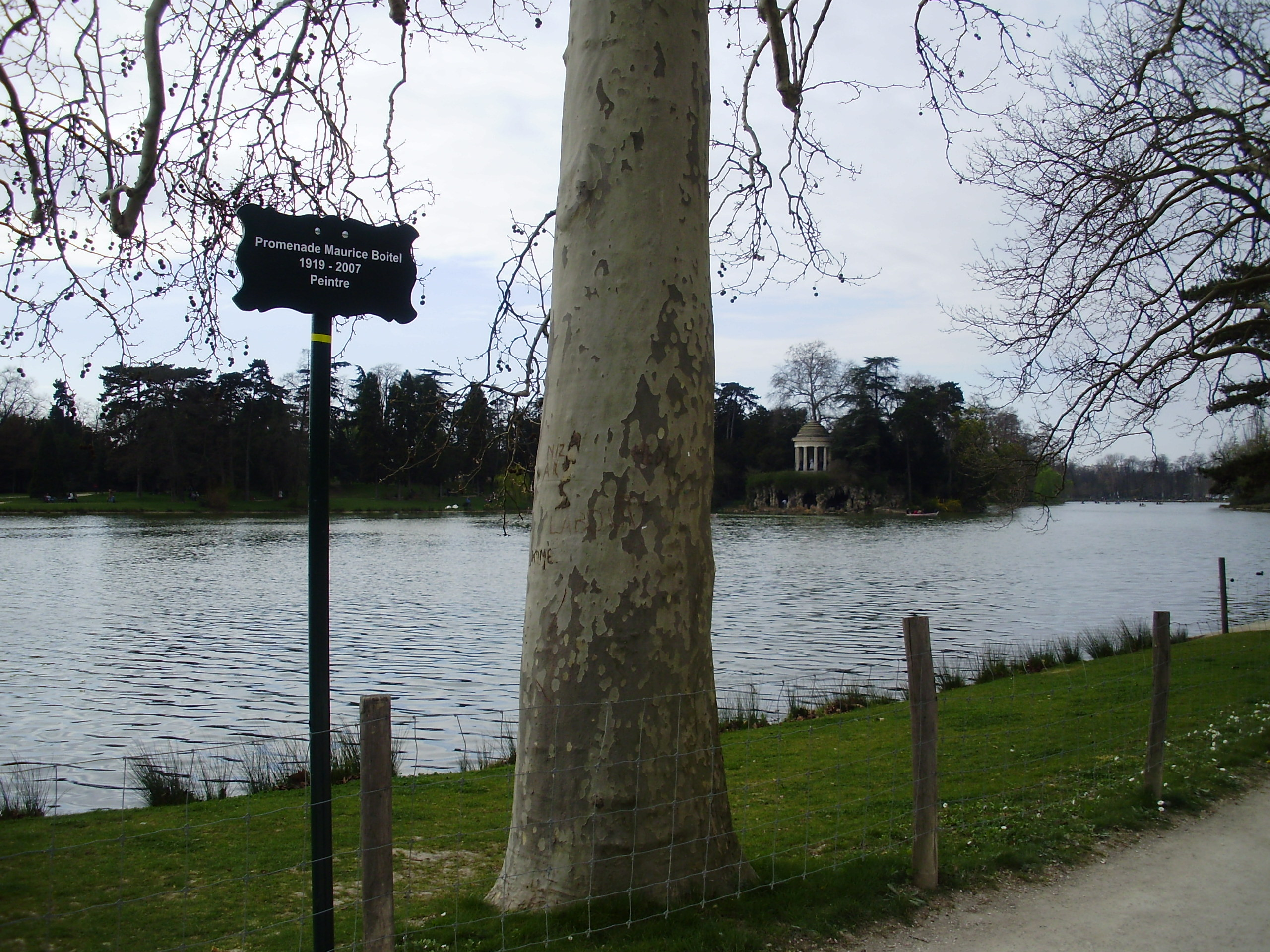
Panneau de la promenade Maurice-Boitel.

Le lac Daumesnil est situé dans le sud-ouest du bois de Vincennes. Il présente une superficie d'eau de 12 hectares et possède deux îles distinctes, l'île de Reuilly et l'île de Bercy, reliées par des ponts. L'île de Reuilly arbore une grotte et une cascade artificielles avec une rotonde romantique dues à l'architecte Gabriel Davioud.
Tout autour du lac, un chemin portant, depuis le 5 mars 2014, le nom de « promenade Maurice-Boitel », permet aux piétons de parcourir les bords du plan d'eau. Il est fréquenté par de nombreux joggeurs.

### Hydrographie
Le lac Daumesnil fait partie du réseau hydraulique du bois de Vincennes. De 1866 à 1974, c'est l'eau de la Marne qui l'alimente, à travers le réservoir de 28 000 m3 que constitue le lac de Gravelle qui est le lac le plus élevé des quatre présents dans le bois et était alimenté par la station de pompage hydraulique de Saint-Maur-des-Fossés située 40 mètres plus bas. L'émissaire du lac de Gravelle vers le lac Daumesnil est le ruisseau de Gravelle, long de 6,7 km, ponctué de plusieurs cascatelles artificielles et de petits plans d'eau. Depuis 1974, à la suite de l'ouverture de l'autoroute A4 qui condamna la station sur la Marne, l'eau du système hydraulique du bois est pompée dans la Seine par l'usine du pont d'Austerlitz, puis ramenée au lac de Gravelle.

## Origine du nom
Le lac porte le nom du général Pierre Daumesnil (1776-1832), qui a défendu le château de Vincennes en 1814 et en 1815.

## Historique
Creusé sous le Second empire, le lac Daumesnil comporte deux îles, l'île de Bercy et l'île de Reuilly. Près des berges du lac se trouvent la pagode de Vincennes et le temple bouddhiste tibétain de Kagyu-Dzong.
Le plan d'eau de 12 hectares fut creusé au nord de la plaine de Bercy, terrains de friches et jardins situés sur commune de Charenton-le-Pont, au nord de la route de Paris à Charenton, actuelle rue de Paris, jusqu'à la limite de Saint-Mandé, acquis en 1861 par la Ville de Paris  pour étendre le  bois de Vincennes aménagé en promenade publique au début des années 1860 sous la direction d'Adolphe Alphand.  
Le canotage avec des barques a commencé en 1904[réf. nécessaire] et les barques à rames, toujours à la disposition du public, peuvent être louées en dehors de la période hivernale dans un cabanon à l'extrémité occidentale du lac (la plus proche de Paris).
Anne Hidalgo, maire de Paris, a envisagé au début de son mandat de transformer une partie du lac Daumesnil en baignade publique et avait fait réaliser des projets par des architectes et des ingénieurs. En raison des problèmes liés à l'écologie et à l'hygiène, qui se sont avérés insolubles, elle a préféré renoncer à ce projet très coûteux.